# Пуна (Гавайи)
Район Пуна (англ. Puna; гав. Puna) — юго-восточный район округа Гавайи, штат Гавайи, США. Район находится на восточных склонах активного вулкана Килауэа.

## Вулканическая опасность

Схема угроз извержений. Остров Гавайи разделён на 9 зон вулканической опасности

Район Пуна находится в самой опасной зоне 1-3 (в соответствии со шкалой опасности геологической службы США) подверженной угрозе затопления лавой от активных вулканов Мауна-Лоа и Килауэа. Страхование жилья здесь наиболее дорогое.
С 1900 года большинство случаев уничтожения собственности вулканом на острове Гавайи произошло именно в районе Пуна.
с 1983 года более 50 квадратных километров Пуны было покрыто потоками лавы, и около 200 сооружений было разрушено.
Большинство домов района Пуна получает воду от сбора дождевых вод с крыш в специальные ёмкости (водяные танки).
Климат района — мягкий тропический с обильными осадками, особенно в северных и горных районах.

### Недавние извержения
Рельеф местности характеризуется пологими склонами Килауэа — одного из самых активных на Земле вулкана. Послееднее извержение происходит непрерывно с 1983 года, и сопровождается медленными и стабильными потоками лавы, иногда усиливающими свою активность вдоль восточной части разломной зоны вулкана (трещинное извержение).
- 2014 — поток лавы прошёл через посёлок Хавайиан-Парадайс-Парк и остановился на окраине города Пахоа[6][7].
- 2018 — 3 мая открылась трещина и началось извержение в посёлке Леилани-Эстейтс[8]

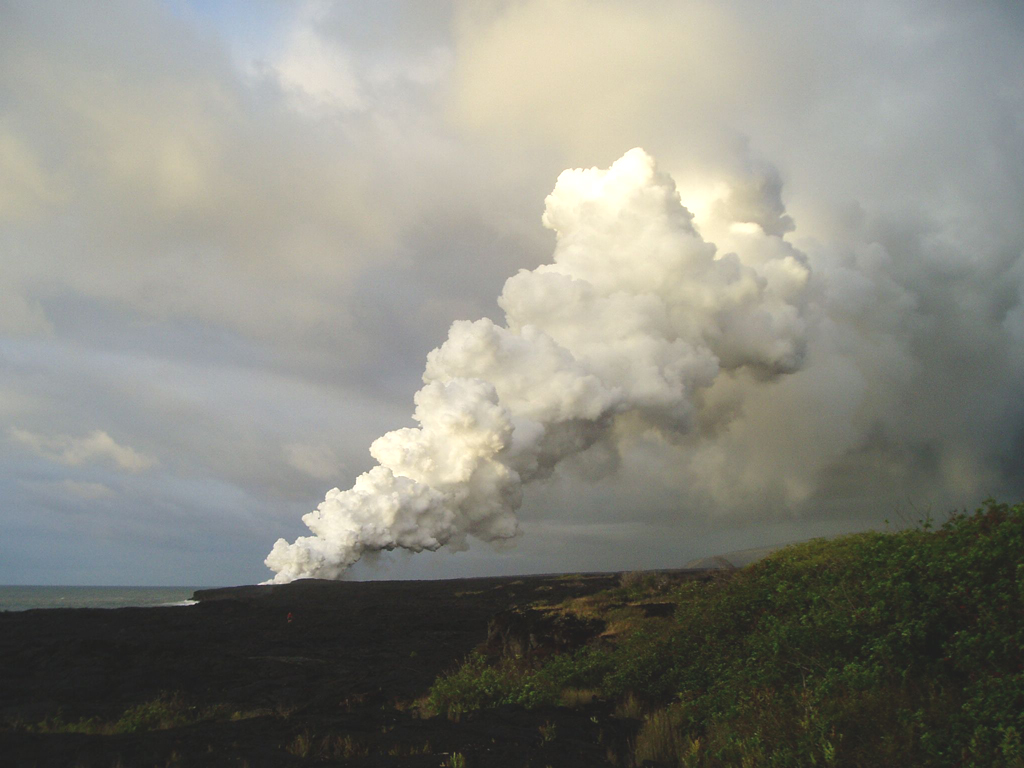
Пар от выхода горячей лавы в океан, 2008 год
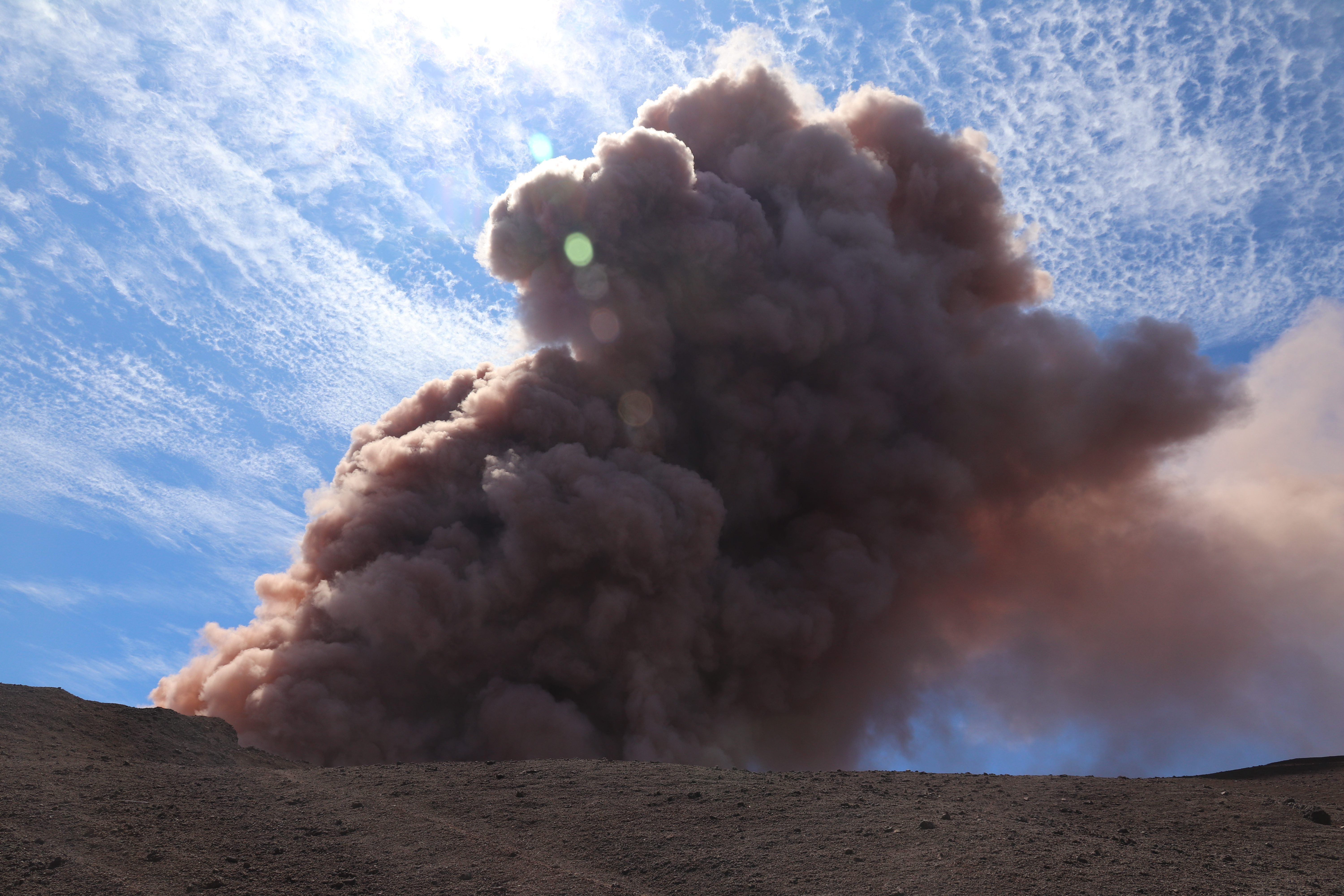
Обвал кратера Пуу-Оо, 3 мая 2018
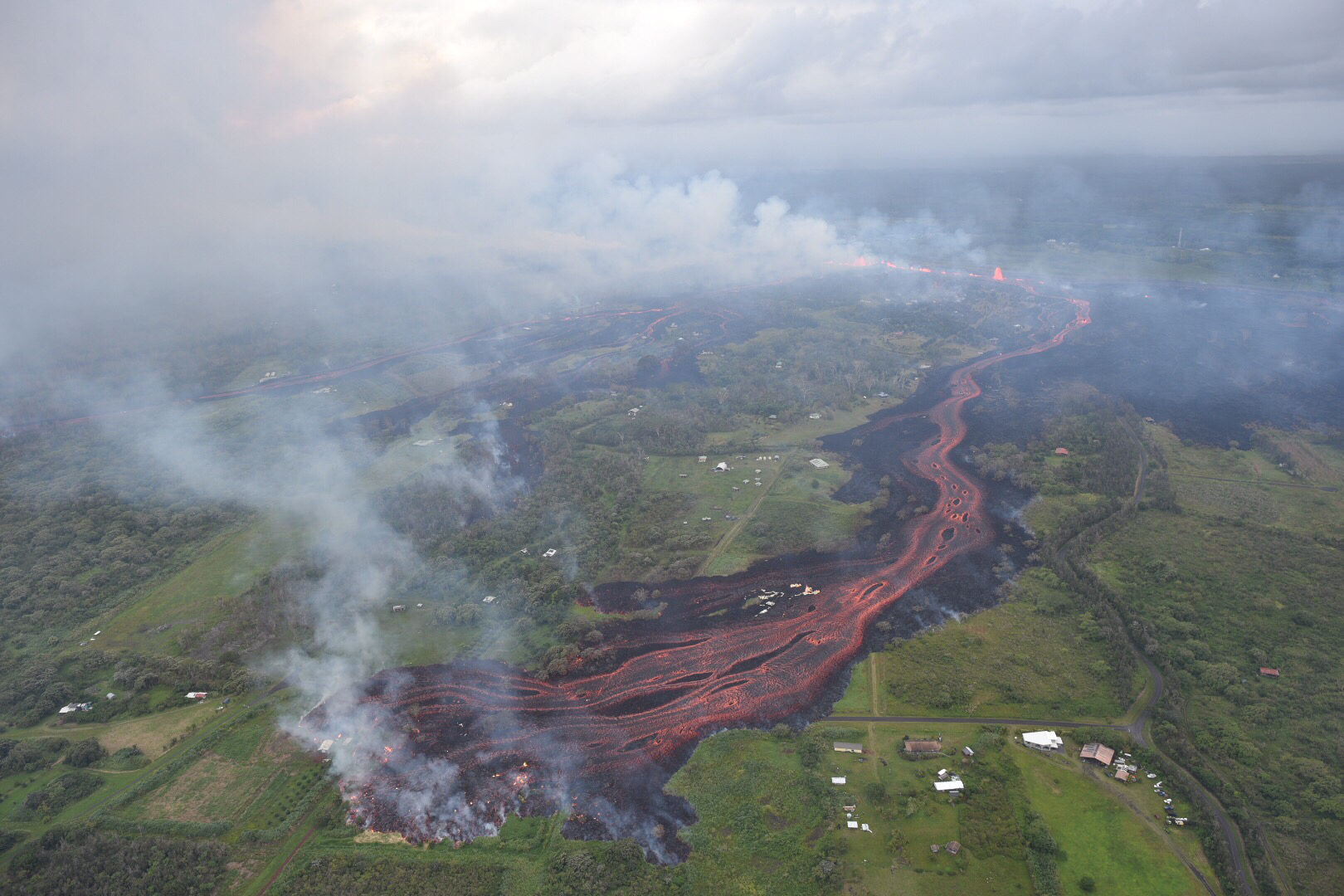
Извержение в Леилани-Эстейтс, 3 мая 2018
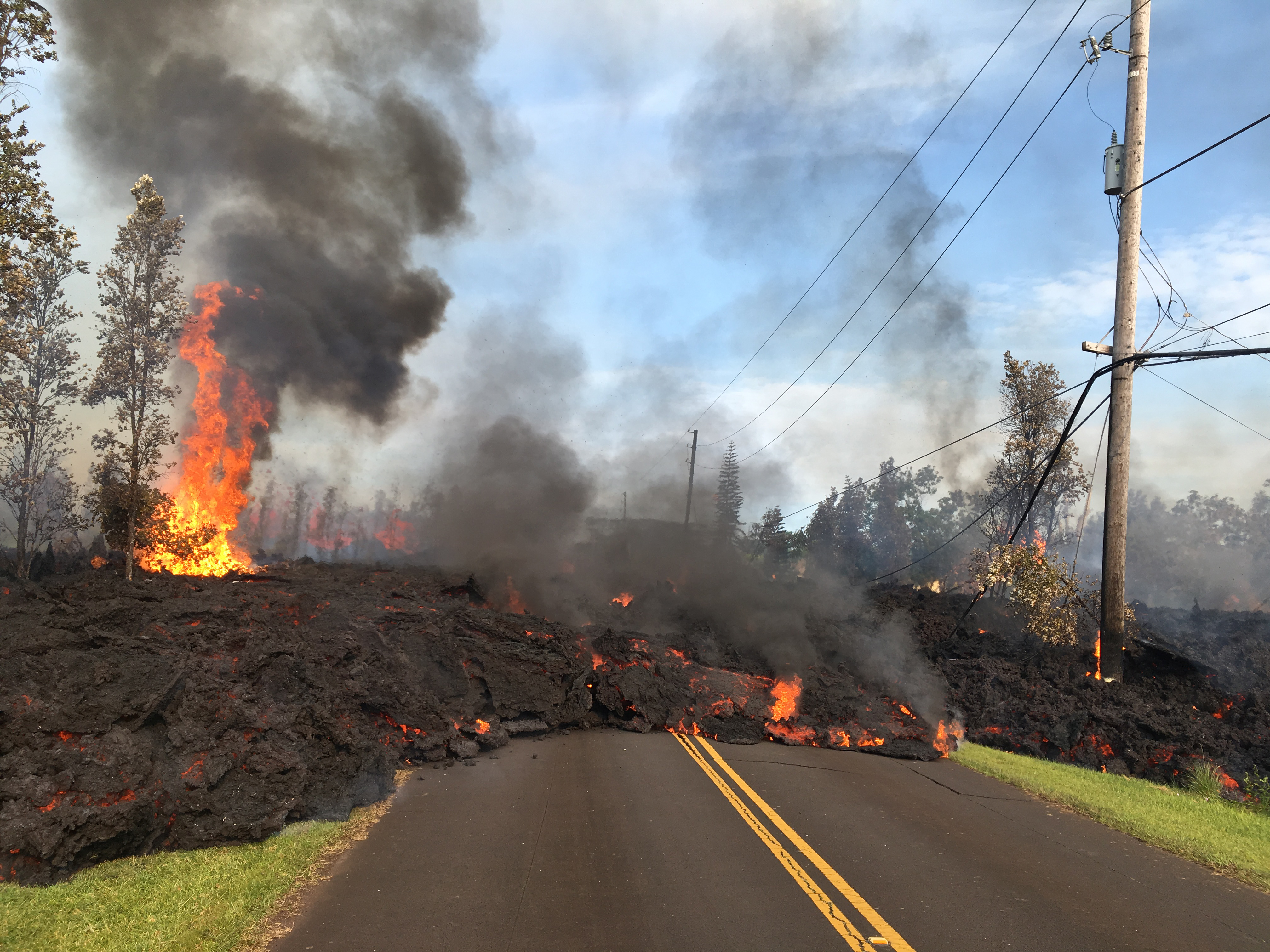
Лава в Леилани-Эстейтс, 5 мая 2018
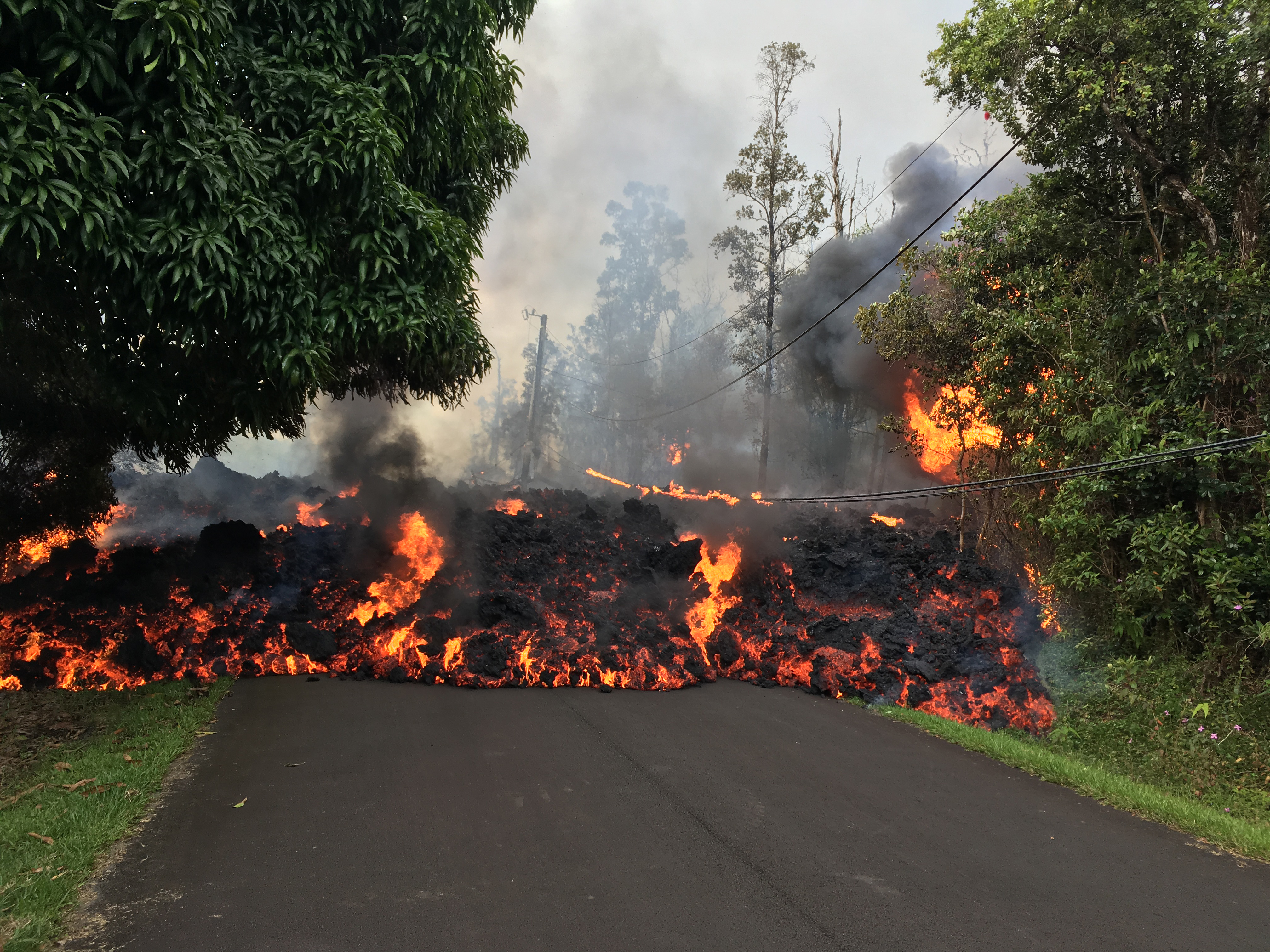
Лава в Леилани-Эстейтс, 6 мая 2018

## Достопримечательности
К основным достопримечательностям района относятся:
- Посещение активных лавовых потоков (требуется сопровождающий, учёт местных ограничений и соблюдение мер безопасности).
- Большой интерес вызывает оборудованный залив-бассейн с природным (геотермальный источник) подогревом морской воды — пляжный парк Ahalanui (парк района Пу-Ала). До извержения в 1960 года этот залив был холодным.
- Национальный парк Хавайи-Волкейнос (Национальный парк Гавайские вулканы), проезд через район Кау.
- Центр посетителей Корпорации «Мауна-Лоа» по выращиванию и обработке орехов Макадамия.
- Пляжи
- Парки и плантации

## Известные люди
- Джейсон Скотт ли, актёр, владелец и создатель театра[9].
- Уильям «Билли» Kenoi — мэр округа Гавайи (2008—2016)
- Гарри Ким — мэр округа Гавайи (2000—2008 и 2016-)
- Иосиф Навахи (Nāwahī) — издатель газет и художник
- Эмили Naeole — глава местной власти[10]
- Абра Мур — музыкант и рок-исполнитель
- Уильям Х. Шифман — основатель сельскохозяйственного предприятия У. Х. Шифман Лтд. и крупный собственник земли в Пуна.

## Фото и карты района

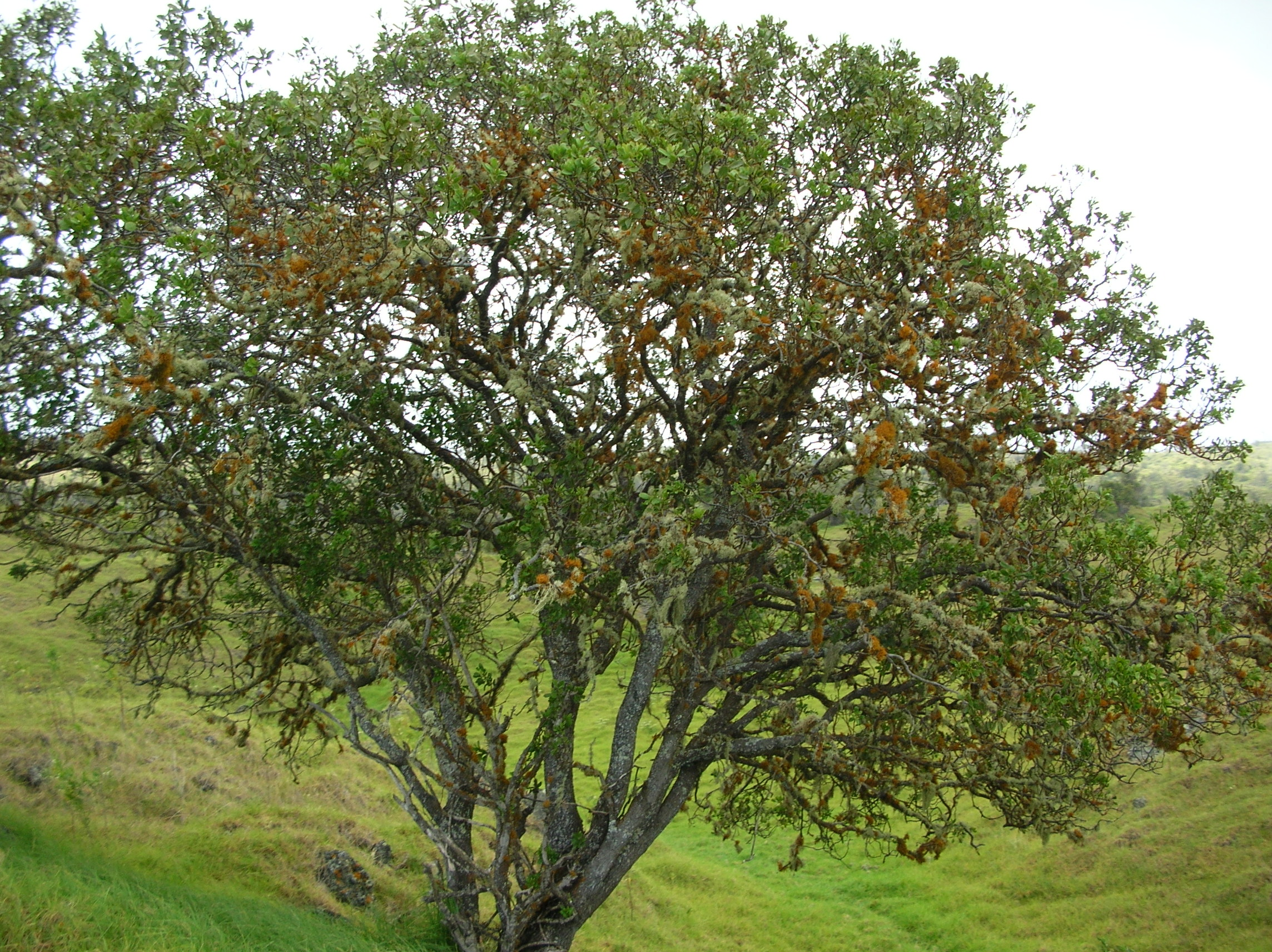
Сандаловое дерево, основа растительности района до 1820-х годов
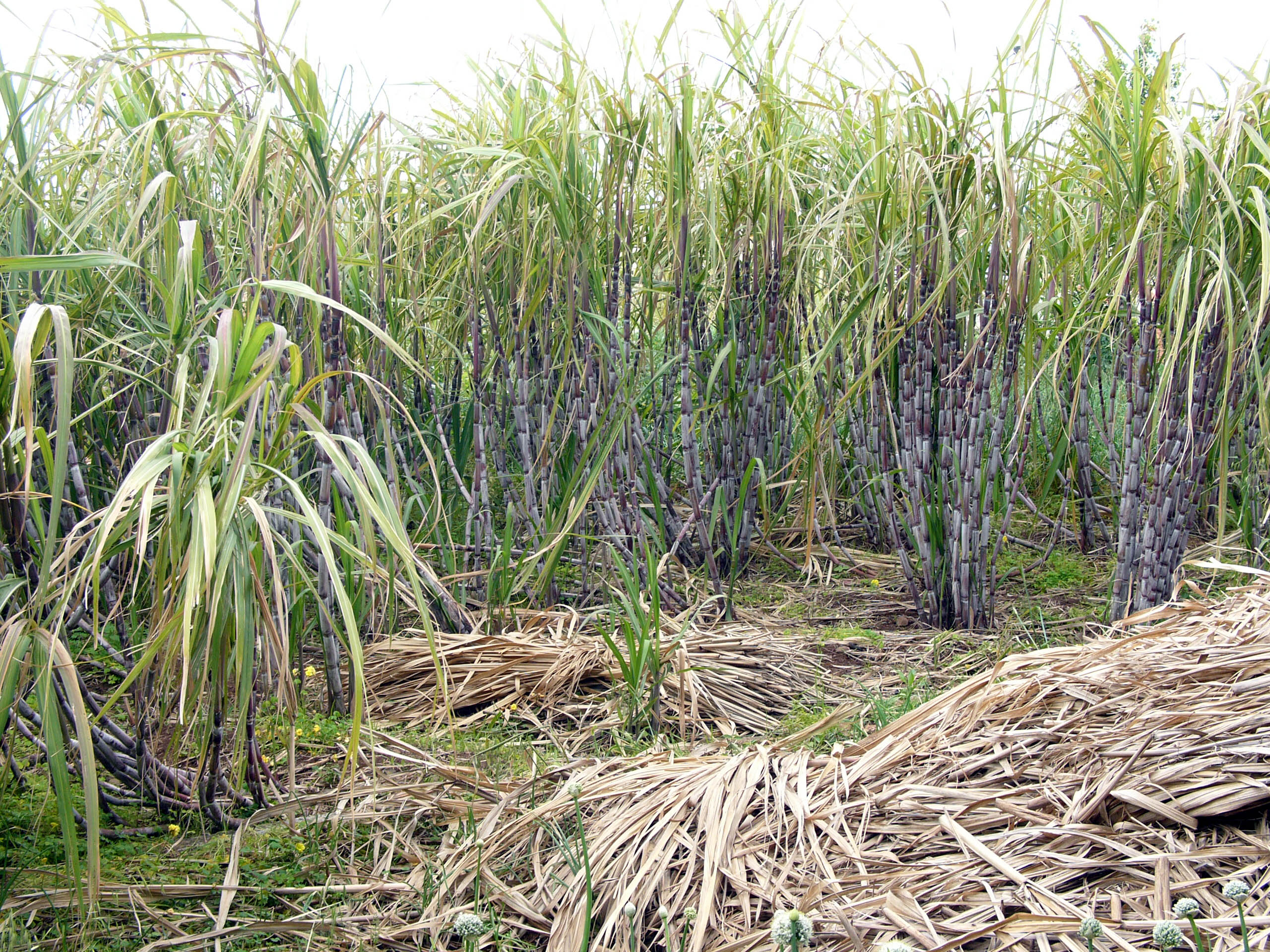
Сахарный тростник, основная культура района в XX веке
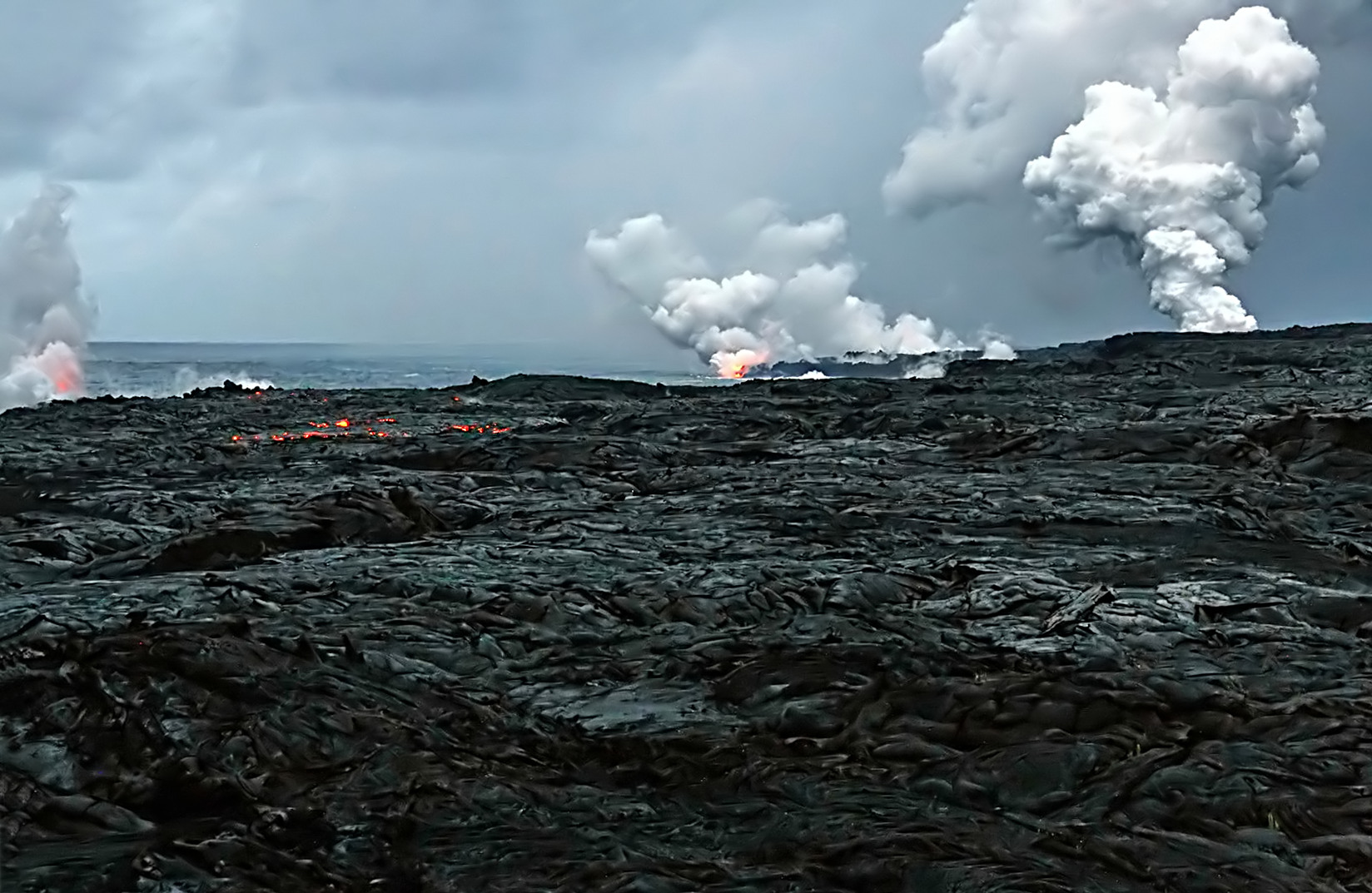
Остывающие лавовые поля, осень 2008 года
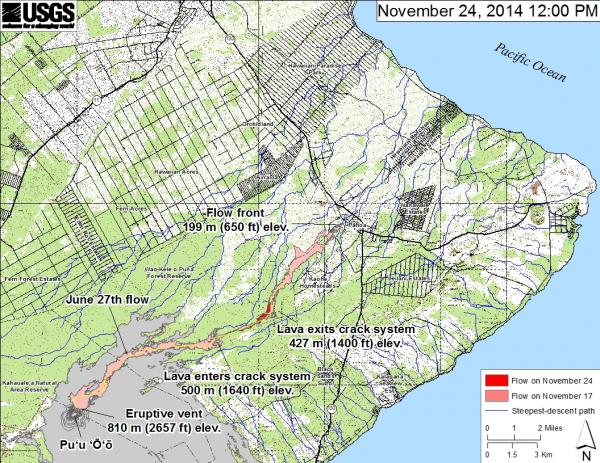
Карта излияний лавы 2014 года
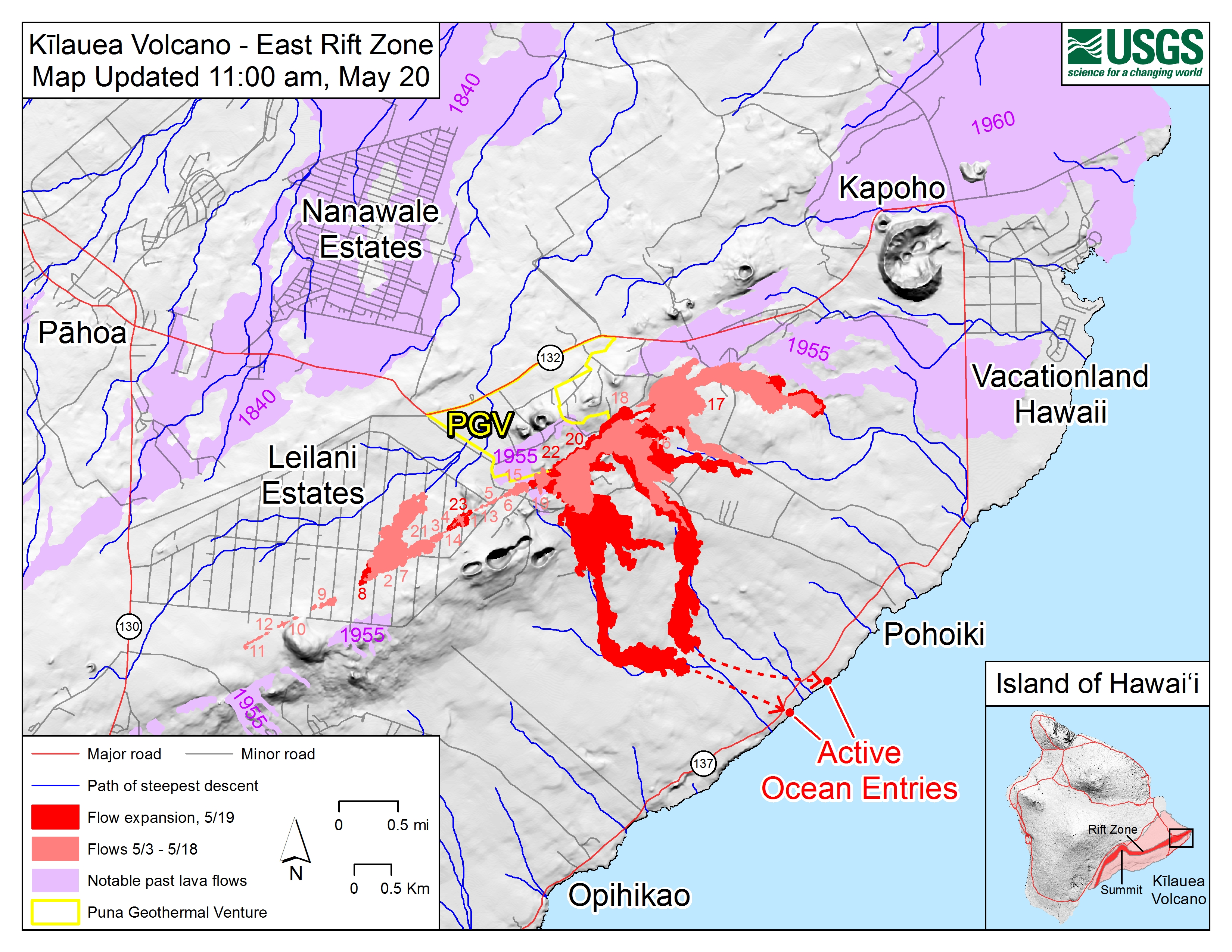
Карта излияний лавы 2018 года